# Чернятинцы
Черня́тинцы (укр. Чернятинці) — село на Украине, находится в Хмельницком районе Винницкой области.
Код КОАТУУ — 0524885803. Население по переписи 2001 года составляет 433 человека. Почтовый индекс — 22037. Телефонный код — 4338.
Занимает площадь 1,3 км².

## Адрес местного совета
22036, Винницкая область, Хмельницкий р-н, с. Пустовойты, ул. Ленина, 108а